# Syndrome de Wellens
 Mise en garde médicale
Le syndrome de Wellens, aussi appelé syndrome de l'IVA, est une manifestation électrocardiographique d'une sténose critique de l'artère coronaire interventriculaire antérieure proximale (IVA) chez les patients souffrant d'angor instable. Initialement interprété sous deux présentations distinctes, A et B, celles-ci sont maintenant considérées comme une forme d'onde évolutive, initialement des inversions biphasiques des ondes T et devenant plus tard symétriques, souvent profondes (> 2 mm), les inversions des ondes T dans les dérivations précordiales antérieures.
Décrit pour la première fois par Hein JJ Wellens et ses collègues en 1982 dans un sous-groupe de patients souffrant d'angor instable il ne semble pas rare, apparaissant chez 18 % des patients dans son étude originale. Une étude prospective ultérieure a identifié ce syndrome chez 14 % des patients à la prise en charge initiale et 60 % des patients dans les 24 premières heures.
La présence du syndrome de Wellens a une valeur diagnostique et pronostique importante. Tous les patients de l'étude de De Zwann avec des résultats caractéristiques avaient plus de 50 % de sténose de l'artère interventriculaire antérieure gauche (moyenne = 85 % de sténose) avec une occlusion complète ou presque complète dans 59 % des cas. Dans le groupe d'étude original de Wellens, 75 % des personnes présentant les manifestations typiques du syndrome avaient un infarctus du myocarde antérieur. La sensibilité et la spécificité pour une sténose significative (plus ou moins égale à 70 %) de l'artère IVA se sont révélées être respectivement de 69 % et 89 %, avec une valeur prédictive positive de 86 %.
Le signe de Wellens a également été considéré comme une présentation rare de la cardiomyopathie de Takotsubo ou de la cardiomyopathie de stress. [réf. nécessaire]

## Diagnostic
- Inversion progressive symétrique des ondes T profondes dans les dérivations V2 et V3
- Pente des ondes T inversée, généralement à 60-90 °
- Peu ou pas d' élévation du marqueur cardiaque
- Élévation du segment ST discrète ou nulle
- Aucune perte d' ondes R précordiales.

Angiographie coronaire, avec vidéo à gauche montrant une sténose étroite et critique (95 %) de l'IVA proximale chez un patient qui avait reçu l'avertissement de Wellens ; la vidéo de droite montre le même patient après reperfusion.
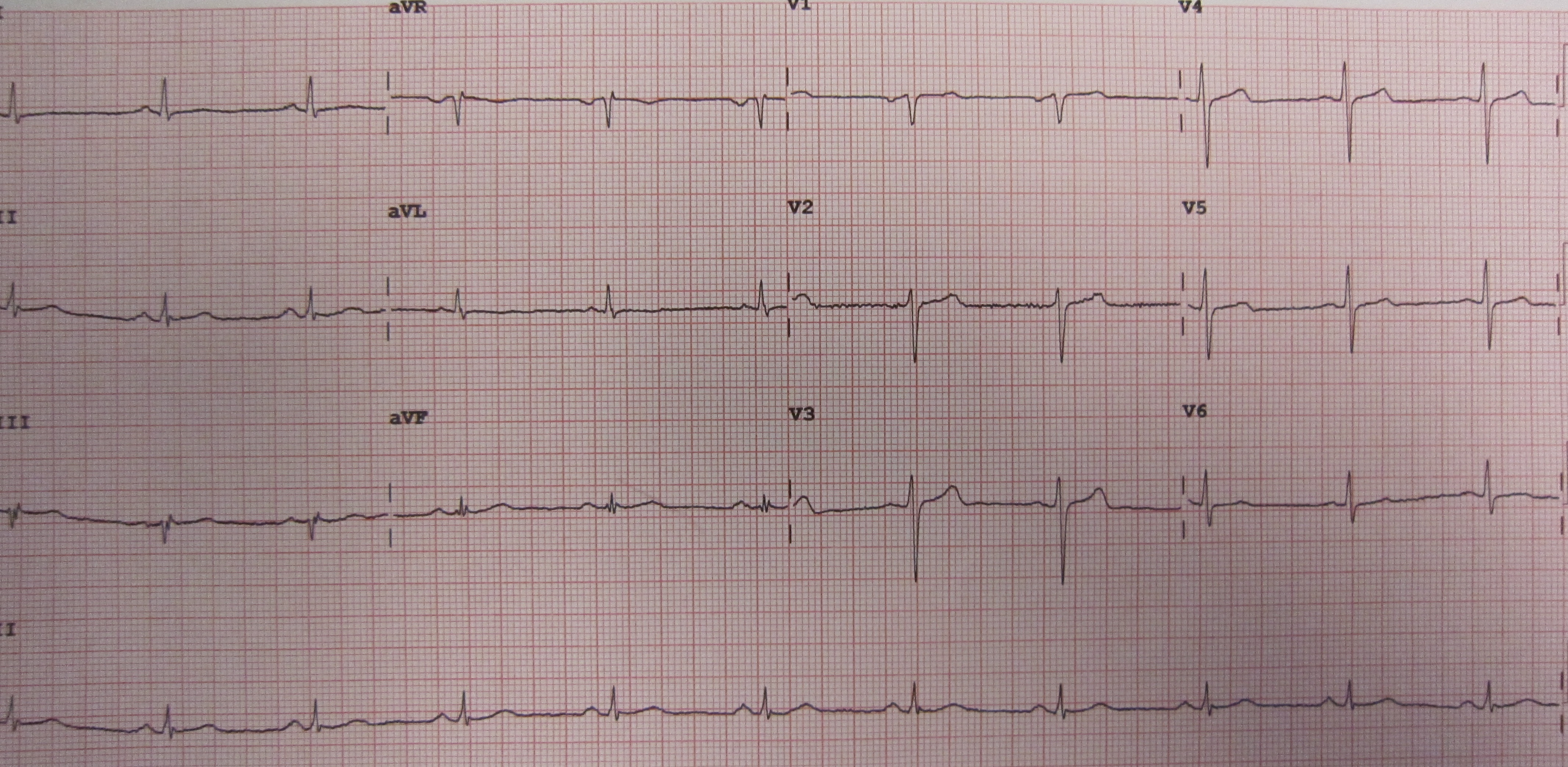
ECG chez une personne atteinte du syndrome de Wellens et en situation de douleur thoracique.
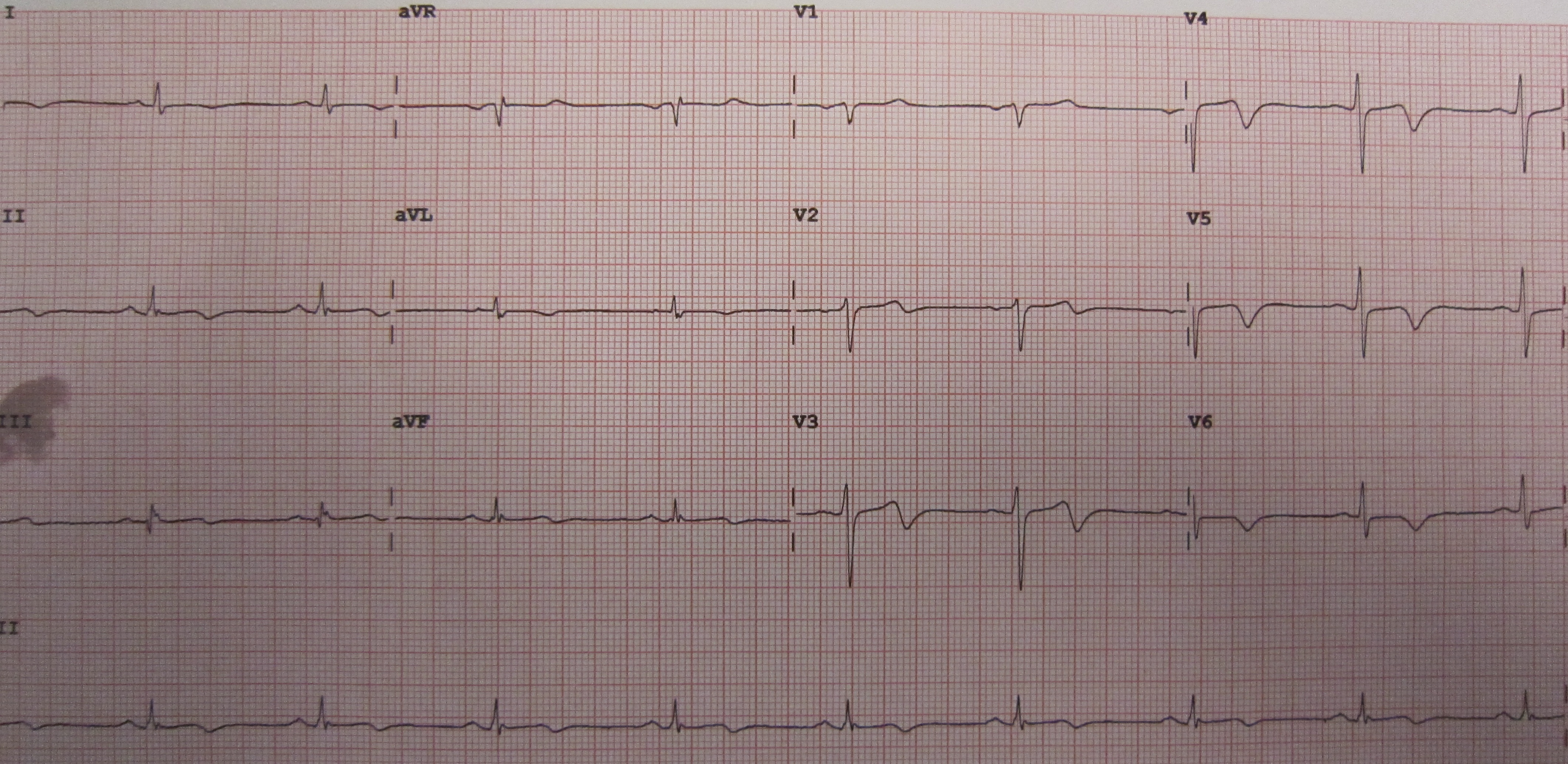
ECG de la même personne sans douleur ; notez les ondes biphasiques T dans les dérivations V2 et V3.